# Johannes Megapolensis
Johannes Megapolensis, né en 1603 à Koedijk et mort en 1669 ou 1670, peut-être à New York, est un dominie (en) (pasteur) de l'Église réformée hollandaise dans la colonie hollandaise de Nouvelle-Néerlande (actuel État de New York aux États-Unis), à partir de 1642.
Servant pendant plusieurs années à Fort Orange (aujourd'hui Albany (New York)), sur le cours supérieur de l'Hudson, il est considéré comme le premier missionnaire protestant auprès des Indiens d'Amérique du Nord. Il sert ensuite comme ministre à Fort Amsterdam, sur l'île de Manhattan, où il reste jusqu'à la prise de contrôle par les Anglais en 1664.
Il est connu comme l'auteur d'un bref récit des Indiens Mohawks, de leur pays, de leur langue, de leur figure, de leur costume, de leur religion et de leur gouvernement, initialement publié à partir de lettres d'amis en 1644 en Hollande-Septentrionale, puis traduit en anglais en 1792 et imprimé à Philadelphie. Il est également connu pour avoir aidé le missionnaire français, le père Isaac Jogues, à échapper aux Mohawks en 1643. Le prêtre, missionnaire auprès des Hurons, avait été fait prisonnier par les Mohawks. Après son mandat à Rensselaerwyck, Megapolensis se rendit à La Nouvelle-Amsterdam avec l'intention de retourner en Hollande. Le gouverneur Peter Stuyvesant le persuada de rester et d'assumer les fonctions de pasteur. En 1664, il joua un rôle déterminant dans la transition en douceur vers le régime britannique.

## Biographie
Megapolensis est né à Koendyck (Koedijk) aux Pays-Bas en 1603. Son père, également nommé Johannes, est un dominie ou ministre protestant à Egmond aan Zee. Le père a latinisé le nom de famille à partir de l'original van Mecelenburg,,. Cependant, à partir de ses traductions des manuscrits Van Rensselaer Bowier, A.J.F. van Laer suggère que Magapolensis n'est pas le fils, mais le neveu de Johannes, Sr. et a épousé la fille de la femme de ce dernier par son premier mariage.
Il étudié le catholicisme à Cologne, mais est désenchanté par ses préceptes et coutumes particuliers. À l'objection de sa famille, il devient un ecclésiastique protestant à un âge précoce. Pour cela, il est déshérité,.
En 1630, il épouse Mathilde Willems aux Pays-Bas. Le couple aura au moins quatre enfants nés là-bas au cours des douze années suivantes. Leur fils Johannes devient chirurgien à Fort Orange. En 1654, leur fille Hillegond épouse Cornelis van Ruyven, secrétaire du Conseil colonial.
Megapolensis entre en 1629 dans le ministère et commence à célébrer des offices à Wieringerwaard, puis quatre ans plus tard à Schoorl et Berge. En novembre 1641, Domine Johannes Backerus lui fait part de sa volonté de poursuivre une œuvre pionnière en tant que ministre en Nouvelle-Néerlande , sous la protection de Kiliaen van Rensselaer. C'est là qu'il est présenté à Van Rensselaer le 6 mars 1642 et signe un contrat l'engageant à cette tâche pendant six ans, avec un salaire de mille florins les deux premières années, avec une augmentation par la suite. Le contrat stipule également qu'il bénéficiera d'un logement gratuit et de provisions de vivres. Megapolensis, sa femme et ses quatre enfants embarquent pour le Nouveau Monde le 6 juin 1642. À leur arrivée à New Amsterdam, ils restent brièvement sur l'île de Manhattan où Megapolensis est présenté au révérend Everardus Bogardus (en), qui est chargé de lui réserver un accueil chaleureux. Au mois d'août suivant, la famille s'installe dans sa nouvelle demeure près de Fort Orange.

### Rensselaerwyck
En 1642, Megapolensis est engagé par Kiliaen van Rensselaer, dirigeant de Rensselaerwyck, un vaste domaine englobant une grande partie de ce qui est aujourd'hui les comtés d'Albany et de Rensselaer, pour servir comme ministre de son territoire au sein de l' Église réformée calviniste hollandaise. Megapolensis et sa famille se rendent en Nouvelle-Néerlande, où il sert à Rensselaerswyck, puis à Fort Orange, jusqu'en 1649. Grâce à son emplacement stratégique, Fort Orange et ses colonies voisines attirent rapidement de nombreux commerçants et Indiens. Cependant, en raison de la diversité des peuples et des intérêts, il est également au cœur de nombreux conflits.
Au début, la famille vit à Greenbush (New York), avant de déménager à Fort Orange (aujourd'hui la ville d'Albany). Van Rensselae a également besoin de quelqu'un en qui il peut avoir confiance pour être son principal conseiller et le tenir informé de l'activité sociale et commerciale du manoir. Megapolensis reçoit une autorité qui s'étend au-delà des questions d'église et de religion, et est nommé pour agir en tant qu'arbitre de tous les différends survenant entre le principal fonctionnaire de la colonie, Arent van Curler (en), et son subordonné, Adriaen van der Donck, et pour veiller à ce que le patronage général soit traité de manière juste et éthique. Sa décision doit rester incontestée jusqu'à ce qu'un examen des questions mené par van Rensselaer lui-même ait lieu,. Le contrat est de six ans. Un désaccord survient entre van Rensselaer et les directeurs de la Compagnie néerlandaise des Indes occidentales, les directeurs affirmant qu'eux seuls ont l'autorité de nommer le clergé de la colonie. Les parties résolvent leurs différends, aucune des deux parties ne cédant ses prérogatives. Lorsqu'on apprend que Van Rensselaer projette d'ériger une église en amont du fleuve, à Rensselaerswyck, le gouverneur Kieft accélère ses plans de reconstruction de l'église du fort Amsterdam, où Megapolensis servira plus tard,.
Pendant cinq ans, Megapolensis célèbre ses offices dans le moulin du domaine, sur la rive est de l'Hudson. En 1647, il obtient l'usage d'un ancien entrepôt sur la rive ouest, offert par la Compagnie des Indes occidentales, ce qui rapproche ses offices de la population de Rensselaerswyck Manor et de Fort Orange. L'entrepôt est aménagé pour accueillir une chaire, neuf bancs et des bancs spéciaux pour les anciens et les diacres. Pendant près de sept ans, Megapolensis et son successeur Gideon Schaats célèbrent les offices du dimanche dans l'entrepôt, mais avec les crues printanières annuelles du fleuve, les fondations commencent à céder et l'entrepôt doit finalement être abandonné.
Durant cette période, Megapolensis sert comme missionnaire auprès du peuple Mohawk et serait le premier missionnaire protestant auprès des Amérindiens d'Amérique du Nord. Le territoire mohawk s'étendait à l'ouest de Fort Orange, dans la vallée de la rivière Mohawk, jusqu'au fleuve Saint-Laurent et jusqu'au fleuve Delaware. D'autres territoires étaient utilisés pour la chasse. Durant la saison estivale de traite, les Mohawks passent souvent la nuit dans des maisons hollandaises, notamment chez les Dominie.
Il maîtrise la langue mohawk et note de nombreux détails sur le peuple mohawk et sa culture. Il décrit leur langue comme étant très difficile à apprendre. Dans ses efforts pour l'apprendre et compiler un vocabulaire, il demande fréquemment aux Mohawks comment ils désignent différentes choses et idées. À partir de ses lettres, ses amis aux Pays-Bas rédigent A Short Account of the Mohawk Indians, their Country, Language, Figure, Costume, Religion, and Government, qu'ils publient en Hollande-Septentrionale en 1644. Apparemment, cela c'est fait à son insu et sans sa permission. Le récit est réimprimé par Joost Hartgers en 1651 aux Pays-Bas. La première traduction anglaise d'Ebenezer Hazard (en) est imprimée par lui en 1792 à Philadelphie , avec une traduction révisée par Brodhead en 1857. Une autre version traduite par A. Clinton Crowell de l'Université Brown est imprimée en 1909 par Jameson aux États-Unis.
Dans ses lettres, Megapolensis compare le territoire de Rensselaerwyck à celui de l'Allemagne et décrit la richesse de son gibier, de ses oiseaux et de sa faune sauvage. Il décrit aussi les vêtements, les coutumes matrimoniales et la culture mohawks. Il qualifie de cruelle la torture rituelle des captifs pratiquée par les Mohawks, mais note que, dans leur culture, ils tuent rarement, malgré l'absence de lois et d'autorités. Il contraste cela avec le taux de meurtres beaucoup plus élevé dans son pays d'origine, les Pays-Bas.
Megapolensis est aussi connu pour avoir aidé le missionnaire catholique français Isaac Jogues à s'échapper de captivité, alors qu'il était détenu et torturé par les Indiens Mohawks. Ceux-ci étaient hostiles à Jogues en raison de ses liens avec les Français, qui avaient attaqué des villages mohawks. À l'automne 1642, Jogues fut capturé par les Mohawks et emmené dans leur village d'Ossernenon, où il fut soumis à de longues tortures. Apprenant cela, Arent van Curler, commissaire de Rensselaerwyck, se rendit au « premier château » des Mohawks et tenta de rançonner Jogues, mais sans succès, les Mohawks n'étant pas disposés à le libérer à ce moment-là. Environ un an plus tard, les Mohawks furent persuadés d'emmener le prêtre avec eux lorsqu'ils vinrent à Beverwijck pour commercer. Une fois sur place, Van Curler aida Jogues à s'échapper. Le dominie aida à cacher le prêtre jusqu'à ce qu'un accord soit conclu et que le Français embarque sur un navire pour le ramener en aval. Megapolensis se lie alors d'amitié avec Jogues et l'accompagne à La Nouvelle-Amsterdam, où Jogues séjourne chez lui en attendant un navire pour la France. Dans une lettre du 28 septembre 1658, Megapolensis décrit la terrible épreuve subie par Jogues et un autre missionnaire français, François-Joseph Bressani, aux mains des Mohawks. Il décrit également d'autres rencontres entre Français et Mohawks.

### Nouvelle Amsterdam
À la fin de son ministère à Fort Orange, Megapolensis prévoit de retourner en Hollande, mais Pieter Stuyvesant lui demande de devenir ministre en chef de l' Église hollandaise de la Nouvelle-Amsterdam. Le dominie est initialement réticent et il faut le convaincre par la « force amicale ». Lorsqu'il décide de rester, sa femme a déjà pris la mer et est revenue à la Nouvelle-Amsterdam en 1650. En tant que dominie de la Nouvelle-Amsterdam, Megapolensis est également responsable des missions de Bergen, dans le New Jersey, du village de Haarlem et, occasionnellement, de Brooklyn. En 1652, Samuel Drisius, qui a servi à Londres mais s'en est enfui, est envoyer pour aider Megapolensis. En 1656, Megapolensis achète des terres à Abraham Isaacsen Verplanck (en),. La même année, les luthériens de la Nouvelle-Néerlande demandent l'autorisation de célébrer un culte public. Cette mesure suscite l'opposition des autorités de la colonie et d'Amsterdam, car elle est perçue comme une atteinte à la congrégation réformée. Les luthériens écrivent au consistoire luthérien d'Amsterdam pour qu'il envoie un bon prédicateur pieux, «...car parmi les réformés d'ici, il y en a un qui était autrefois jésuite et qui, de ce fait, est très politisé et querelleur. » Ils entendent par là Megapolensis. Ils accusent également la liturgie baptismale pratiquée de ressembler trop à « l'Église papale ».
Après le départ de Stuyvesant en juillet, après sa mission ratée aux Antilles, celui-ci retourne à Manhattan et trouve une flotte et des équipages de sept cents hommes l'attendant dans le port. Il reçoit aussitôt l'ordre d'attaquer les Suédois à Fort Casimir et d'autres objectifs dans le territoire disputé le long du fleuve Delaware. Le 25 août, Megapolensis organise une journée de jeûne et de prière pour le succès de l'expédition à venir. Le premier dimanche de septembre, il célèbre des offices à Fort Amsterdam, juste avant le départ de la flotte en mission. Il accompagne Peter Stuyvesant, commandant d'une flotte. À l'arrivée de la flotte, la modeste garnison de Fort Casimir constate immédiatement qu'elle ne fait pas le poids face aux forces de Stuyvesant. Par la suite, un drapeau blanc est envoyé au fort, exigeant sa reddition. Après quelques protestations, celle-ci se fait sans effusion de sang. Le commandant du fort monte ensuite à bord du navire de Stuyvesant et signe les termes de la reddition. Le dimanche suivant, Megapolensis organise des services pour les équipages et tous les Suédois qui souhaitent y assister,.
En 1656, un nombre croissant de luthériens suédois et allemands se trouvent à La Nouvelle-Amsterdam. Au lieu d'assister aux offices de Megapolensis, ils célèbrent leurs propres offices dans diverses maisons privées. La congrégation de l'Église réformée hollandaise, et Peter Stuyvesant en particulier, s'opposent à l'idée que de nouvelles religions s'établissent en Nouvelle-Hollande. Stuyvesant déplore des efforts concertés pour contrecarrer toute tentative d'implantation des quakers, des luthériens, des jésuites français et des juifs dans la colonie hollandaise. En 1658, le révérend Megapolensis continue de déplorer l'implantation de divers autres ordres religieux dans la colonie, craignant que cela ne crée des discordes et des divisions religieuses au sein de la population,. À propos des tremblements de terre, il déclare : « Les quakers insoumis ne se sont pas installés, mais continuent de troubler la paix de la province par leurs errances et leurs cris. » À cette époque, le jésuite français Simon Le Moyne se rend d'Ossernenon à Fort Orange, puis à La Nouvelle-Amsterdam pour s'occuper des quelques catholiques qui y résident ainsi que de quelques marins français récemment arrivés au port avec un navire capturé. Pendant son séjour, il rend visite à Megapolensis pour le remercier de sa gentillesse envers Jogues. Le Moyne, comme Megapolensis, s'impliquera religieusement auprès des Hurons et des Iroquois, et par la suite, lui et Le Moyne, malgré leurs différences religieuses, formèrent une étroite amitié,.
En 1664, après avoir servi au manoir de Rensselaerswyck pendant six ans, Megapolenssis arrive à Fort Amsterdam. Son arrivée à Fort Amsterdam est consécutive à son aide au missionnaire français, Isaac Jogues, dans son évasion des Mohawks. Sa femme est déjà partie pour la Hollande quelques semaines auparavant. Le révérend Backerus s'est retiré en raison de l'indifférence politique de Stuyvesant et est retourné en Hollande et, par la suite, la colonie a besoin d'un autre ministre. Avec des enfants également ayant besoin de baptême et d'instruction religieuse, Megapolensis est persuadé par Stuyvesant de rester à Manhattan, ce à quoi il consent,. Lorsqu'une flotte anglaise écrasante arrive cette année-là, Megapolensis et son fils Samuel, médecin et ministre, sont parmi les conseillers de Stuyvesant. Ils lui conseillent de rendre la Nouvelle-Amsterdam aux Anglais,. La Compagnie des Indes occidentales imputera plus tard la capitulation aux conseillers et aux ecclésiastiques... « ...désireux de sauver leurs maisons situées à proximité du fort. » Susanah Shaw Romney raconte que sa fille Hillegond van Ruyven et Lydia de Meyer traversèrent les lignes ennemies jusqu'à Long Island pour mener des négociations secrètes avec les Anglais. Peu après leur retour, « ...un conseil de résidents et de dirigeants coloniaux présenta à Stuyvesant les conditions anglaises, et il finit par donner à un groupe d'Amstellodamois le pouvoir de négocier la passation pacifique. »
Demeuré à New York, nom donné à la ville par les Anglais, le ministre contribue à établir les droits de l'Église réformée sous domination anglaise. Son rôle dans la reddition a des répercussions, car, à deux reprises, des années plus tard, d'éminents citoyens néerlandais témoignent sous serment de sa loyauté envers la Compagnie des Indes occidentales. Certains récits indiquent que Megapolensis retourne en Hollande quelques années plus tard, en 1668, où il serait mort. Selon Thomas DeWitt, c'est son fils Samuel, pasteur associé à la Nouvelle-Amsterdam, qui serait retourné en Hollande.

## Publication
- 1644 : édition de John Romeyn, A Short Sketch of the Mohawk Indians in New Netherland (Lire en ligne)